# كفر منسابة
قرية كفر منسابة هي إحدى القرى التابعة لمركز الفشن في محافظة بني سويف في جمهورية مصر العربية. حسب إحصاءات سنة 2006، بلغ إجمالي السكان في كفر منسابة 3024 نسمة، منهم 1505 رجل و1519 امرأة.